# مرجانی سرخ
 مرجانی سرخ(نام علمی: Russelia equisetiformis) نام یک گونه از تیره بارهنگیان است.